# Sophie Lancaster
Sophie Lancaster (n. 26 noiembrie 1986; d. 11 august 2007) a fost o tânără britanică din Bacup, Lancashire. Tânăra, adeptă a stilului Goth, împreună cu iubitul ei Robert Maltby, de asemenea gother, au fost atacați de un grup de 5 tineri în timp ce se îndreptau spre casă. În urma atacului, Sophie a intrat în comă și a murit 13 zile mai târziu, iar Robert a fost în comă timp de o săptămână. Se pare că atacul a fost provocat de apartenența celor doi tineri la cultura Goth.

## Despre
Sophie urmase liceul Haslingden High School și plănuia să urmeze colegiul Accrington and Rossendale College. Ea și Robert erau împreună de 3 ani. Familiile celor doi îi descriu ca fiind inteligenți și sensibili, copii care nu provocau probleme, însă care mai fuseseră implicați în diverse conflicte din cauza stilului lor.
Mama lui Sophie spunea: "The thing that makes me most angry is that it is seen as an isolated incident, maybe the seriousness of what happened to Sophie is isolated, but attacks are far from isolated. Just because you follow a different culture you are targeted; you are seen as easy pickings." (Lucrul care mă enervează cel mai tare este faptul că este văzut ca un incident izolat, poate gravitatea a ceea ce i s-a întâmplat lui Sophie e izolată, dar atacurile sunt departe de izolat. Doar pentru că urmezi o cultură diferită ești o țintă; ești văzut ca o țintă ușoară) 

## Atacul
În timp ce se întorceau spre casă, în jurul orei 1:00 a.m., Sophie și Robert treceau prin parcul Stubbylee. Atacatorii, 5 la număr, au tăbărât pe Robert, fără ca cei doi să-i fi provocat, lăsându-l inconștient, apoi au început s-o lovească pe Sophie, care încerca să-l protejeze pe Robert.
Cei 5 au plecat, lăsându-i într-o baltă de sânge. Câțiva adolescenți care au asistat la întreaga scenă au chemat ambulanța. Robert și Sophie fuseseră bătuți atât de rău, încât cei de la ambulanță nu și-au putut da seama care era femeie și care era bărbat.
Robert a scăpat cu viață după o săptămână de comă. Din nefericire, Sophie a murit după 13 zile de la atac, timp în care a fost în comă.

## Arestarea
Poliția din Lancashire a reținut 5 suspecți. Doi dintre ei, Ryan Herbert și Brendan Harris, au fost condamnați la închisoare pe viață pentru uciderea lui Sophie Lancaster. Ceilalți trei au fost de asemenea închiși.